# مجتبى جباري
مجتبى جباري (مواليد 16 يونيو 1983) لاعب كرة قدم إيراني يلعب في مركز الوسط.

## مسيرته الكروية
لعب مجتبى جباري خلال مسيرته الاحترافية مع 4 أندية في سبعة عشر موسمًا وسجل خلالها 48 هدفًا ضمن 275 مباراة. حيث فاز في ثلاثة مواسم بالكأس وفي ثلاثة مواسم بالدوري.
خاض مجتبى جباري مسيرته مع نادي أبو مسلم خراسان في موسم 2002–03 واستمر معه طيلة ثلاثة مواسم، مشاركًا في 55 مباراة سجل خلالها 7 أهداف. ثم انتقل إلى نادي استقلال طهران في موسم 2005–06 في المرة الأولى ليلعب معه ثمانية مواسم ثم في موسم 2017–18 لمدة موسم واحد، حيث شارك طوالها في 138 مباراة سجل خلالها 26 هدفًا. لينتقل بعدها إلى النادي الأهلي في موسم 2013–14 ليلعب معه أربعة مواسم، مشاركًا في 77 مباراة سجل خلالها 15 هدفًا.

## وصلات خارجية
- الموقع الرسمي
- Mojtaba Jabari at TeamMelli.com
- مجتبى جباري على موقع قاعدة بيانات كرة القدم.إي يو (الإنجليزية)
- مجتبى جباري على موقع ناشيونال فوتبول تيمز (الإنجليزية)
- مجتبى جباري على موقع Soccerway.com (الإنجليزية)
- مجتبى جباري على موقع عالم كرة القدم.نت (الإنجليزية)
- مجتبى جباري على موقع كووورة